# (1344) Caubeta
(1344) Caubeta est un astéroïde de la ceinture principale d'astéroïdes, découvert le 13 février 1935 par Louis Boyer à l'observatoire d'Alger. Ses désignations temporaires sont 1935 GA, 1933 UC2 et 1957 YT. Il a été nommé en l'honneur de l'astronome Paul Caubet de l'observatoire de Toulouse.
Un satellite lui est trouvé en 2019.